# Hein Schreuder
Hein Schreuder (Jakarta, 24 december 1951 - 28 mei 2023) was een Nederlands bedrijfseconoom die zowel in de wetenschap als in de praktijk werkzaam was. Hij was vooral bekend door het boek "Economic Approaches to Organizations" en door zijn rol in de (tweede) transformatie van DSM.

## Levensloop
Na het Vrijzinnig-Christelijk Lyceum te  Den Haag studeerde Schreuder in 1976 af in bedrijfseconomie aan de Erasmus Universiteit Rotterdam. In 1981 promoveerde hij aan de Vrije Universiteit op een bedrijfseconomisch proefschrift, getiteld "Maatschappelijke Verantwoordelijkheid en Maatschappelijke Berichtgeving van Ondernemingen".
Tijdens zijn afstuderen was Schreuder in 1975 begonnen als bedrijfseconomisch onderzoeker bij het Nederlands Economisch Instituut. Van 1976 tot 1981 werkte hij als hoofd bedrijfseconomisch onderzoek bij het Economisch en Sociaal Instituut van de Vrije Universiteit, waarna hij van 1981 tot 1984 fungeerde als directeur van dit instituut. Na een sabbatical aan de Universiteit van Washington te Seattle werd hij in 1984 benoemd als één der eerste hoogleraren aan de nieuwe Economische Faculteit van de Rijksuniversiteit Limburg, later de Universiteit Maastricht genoemd. In 1991 stapte Schreuder over naar het bedrijfsleven en werd hij benoemd als directielid van de divisie Kunststoffen van DSM. In 1994 werd hij plv. directeur van de afdeling Corporate Planning & Development van DSM en in 1996 werd hij hiervan directeur. Schreuder heeft 15 jaar gefunctioneerd als "concernstrateeg" van DSM, laatstelijk in de functie van Executive Vice-President Corporate Strategy & Acquisitions (tot 2012). Hij wordt wel beschouwd als de "Architect van het nieuwe DSM"(De Limburger, 12 november 2011).
Schreuder publiceerde acht boeken en vele artikelen op het gebied van de bedrijfseconomie, ondernemingsstrategie en economische organisatietheorie. Zijn bekendste boek is "Economic Approaches to Organizations" (met Sytse Douma) dat in 1991 verscheen (6e editie in 2017) en in zes talen werd vertaald. In 2015 publiceerde hij (met Jean-Pierre Jeannet) "From Coal to Biotech: The transformation of DSM with business school support". Hierin wordt de transformatie van DSM, eerst van mijnbedrijf tot bulkchemiebedrijf, en daarna tot het life sciences & material sciences bedrijf van vandaag de dag in strategisch perspectief gezet. Tevens worden de eigenschappen van DSM besproken, die bijgedragen hebben aan het vermogen om zo drastisch te veranderen.
Schreuder was Distinguished Visiting Professor aan Harvard Business School en de China Europe International Business School en is voorzitter van de raad van commissarissen van Ecorys en LVO, voorzitter van de raad van bestuur van United World College Maastricht, lid van de raad van bestuur van Vlerick Business School, bestuurslid van de NVVE, bestuursadviseur en coach. 
In 2016 werd hij benoemd tot Ridder in de Orde van Oranje Nassau.

## Boeken
- 1980. Het financiële jaarverslag van ondernemingen: een onderzoek onder gebruikers. Met Jan Klaassen. Leiden: Stenfert Kroese
- 1981. Maatschappelijke verantwoordelijkheid en maatschappelijke berichtgeving van ondernemingen. Leiden: Stenfert Kroese.
- 1982. De voorspelbaarheid van omzetten en winsten. Met Jan Klaassen. Leiden: Stenfert Kroese.
- 1984. European contributions to accounting research: the achievements of the last decade. Met Anthony Hopwood. Amsterdam: Vrije Universiteit Uitgeverij.
- 1985. Economische wetenschappen: eenheid in verscheidenheid?. Met Joan Muysken. Assen : Van Gorcum.
- 1991. Economic approaches to organizations.  Met Sytse Douma. London: Prentice Hall / Pearson Education[13]
- 1993. Interdisciplinary perspectives on organization studies. Met Siegwart Lindenberg. Oxford: Pergamon Press
- 2012. Economic approaches to organizations 5e editie (2012). Harlow: Pearson
- 2015. From coal to biotech: the transformation of DSM with business school support. Met Jean-Pierre Jeannet. Heidelberg: Springer
- 2017. Economic approaches to organizations 6e editie (2017). Harlow: Pearson

## Essay
In 2022 schreef Schreuder een essay getiteld People, Planet, Profit and Purpose: from PhD to DSM Practice waarin hij terugblikt op zijn zoektocht naar de rol van de onderneming in de maatschappij, startend vanuit de standpunten in zijn proefschrift Maatschappelijke verantwoordelijkheid en maatschappelijke berichtgeving van ondernemingen (1981). Hij beschrijft en verklaart vervolgens de ontwikkelingen bij DSM, een onderneming die vaak beschouwd wordt als koploper op het gebied van maatschappelijk verantwoord ondernemen. Het essay sluit af met Schreuder's huidige opvattingen waarbij hij CSR / Do No Harm beschouwt als het minimumniveau dat wij van ondernemingen tegenwoordig verwachten. Het aspiratieniveau voor leidende ondernemingen is verschoven naar Net Positive of liever nog: Max Positive, waarbij de onderneming een maximale bijdrage levert aan de maatschappelijke welvaart, alleen of in partnerschap met andere organisaties in een 'ecosysteem'. 
- Bibsys: 90363726
- Bibliothèque nationale de France: cb12425029g (data)
- CiNii: DA00607572
- Gemeinsame Normdatei: 132809907
- International Standard Name Identifier: 0000 0001 1735 6327
- Library of Congress Control Number: n81122286
- Nationale Bibliotheek van Letland: 000114294
- Bibliotheek van het Japanse parlement: 00474661
- Nationale Bibliotheek van Israël: 987007271007005171
- Nederlandse Thesaurus van Auteursnamen: 068796188
- Système universitaire de documentation: 033378541
- Virtual International Authority File: 100578
- WorldCat: E39PBJp6b4KhdvPYMcYc34cQMP